# Симанова Сельга
Симанова Сельга (карел. Simoi) — деревня в составе Ведлозерского сельского поселения Пряжинского района Республики Карелия.

## Общие сведения
Расположена на берегу лесного озера.

## Население
| 2002 | 2010 | 2013 |
| ---- | ---- | ---- |
| 5    | ↘0   | ↗1   |